# Bert Garthoff
Hubertus Wilhelmus (Bert) Garthoff (Amsterdam, 9 september 1913 – aldaar, 27 juli 1997) was een Nederlands radio- en televisiepresentator.

## Loopbaan
Hij doorliep het gymnasium in Amsterdam en studeerde sociografie aan de Universiteit van Amsterdam (niet afgemaakt). Zijn vader stuurde hem vervolgens naar Nederlands-Indië. Hij begon zijn omroeploopbaan in 1937 bij de Nederlandsch-Indische Radio Omroep Maatschappij (NIROM) in Nederlands-Indië. Daar was hij degene die, na de Japanse inval en de geallieerde capitulatie op 8 maart 1942, de uitzending besloot met de woorden "Wij gaan nu sluiten. Vaarwel, tot betere tijden. Leve de Koningin". 
Tot september 1945 was hij opgesloten in een jappenkamp. Hij werkte, met een onderbreking van een jaar verlof in Nederland, nog vijf jaar in Indië; vanaf oktober 1945 bij de Allied Forces Radio Batavia (AFRIB) en vanaf mei 1947 bij de Stichting Radio Omroep in Overgangstijd (ROIO). Daarna keerde hij definitief terug naar Nederland. Hij was vier jaar verbonden aan Radio Nederland Wereldomroep en trad in 1955 in dienst bij de VARA. 
Garthoff werd bekend als presentator van "Dit is uw leven", de Nederlandse versie van "This is your life", waarin een (min of meer) prominente landgenoot centraal stond en geconfronteerd werd met (al dan niet uit het oog verloren) vrienden en familieleden. Hij presenteerde het eerste seizoen van de radioversie, in 1957, en daarna vier jaar de televisieversie "Anders dan anderen". Het radioprogramma bleef daarnaast bestaan, al werd de presentatie overgenomen door Letty Kosterman. Na een paar jaar vond Garthoff de formule (aan het eind de "verrassende" binnenkomst van een overgevlogen familielid uit Australië of Canada) te voorspelbaar worden en hield hij ermee op.

## Weer of geen weer
Het bekendste programma van Garthoff was echter het natuurprogramma "Weer of geen weer", dat hij van 1955 tot zijn pensioen in 1978 iedere zondagochtend presenteerde. Hij werd hiermee een van de eersten die voor de microfoon aandacht vroegen voor de waarde van natuur en landschap en voor het milieu. Plotselinge drukte in een besproken gebiedje werd dan ook "het Bert Garthoffeffect" genoemd. Vaste gasten in dit radioprogramma waren de bioloog Fop I. Brouwer met zijn rubriek "Wat leeft en groeit en ons altijd weer boeit" en Gerrit Eerenberg als "Gerrit de weerman". Leo de Beer zorgde voor de muziekkeuze. In de wintermaanden werd het programma omgedoopt in "IJs en weder dienende". Na Garthoffs pensioen werd zijn programma opgevolgd door "Vroege Vogels".
Garthoff publiceerde een aantal boeken, vooral over de natuur, zoals "Zomaar wat zwerven", "Natuur zien-inzien-ontzien", "Vogel van de week" en "Weer of geen weer".

## Eerbetoon
- In 1966 werd de Heimans en Thijsse Prijs aan hem toegekend, samen met Kees Hana.
- Als teken van waardering voor het feit dat hij een van de eersten was die via de microfoon opriepen tot aandacht en zorg voor het milieu, mocht hij 1978 de eerste steen leggen van het nieuwe gebouw van Lenie 't Harts zeehondencrèche in Pieterburen.
- In 1975 is hem de Visser Neerlandia-prijs toegekend.
- 1978: Erelidmaatschap Instituut voor natuureducatie (IVN)